# Aeronave

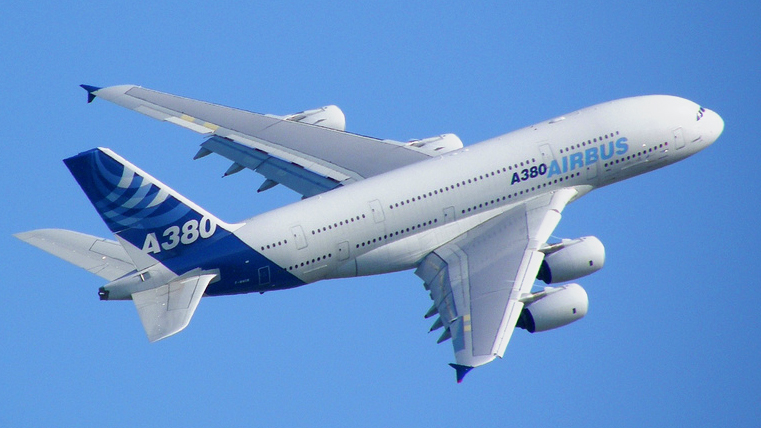
Airbus A380, el avión de pasajeros más grande del mundo (aerodino)

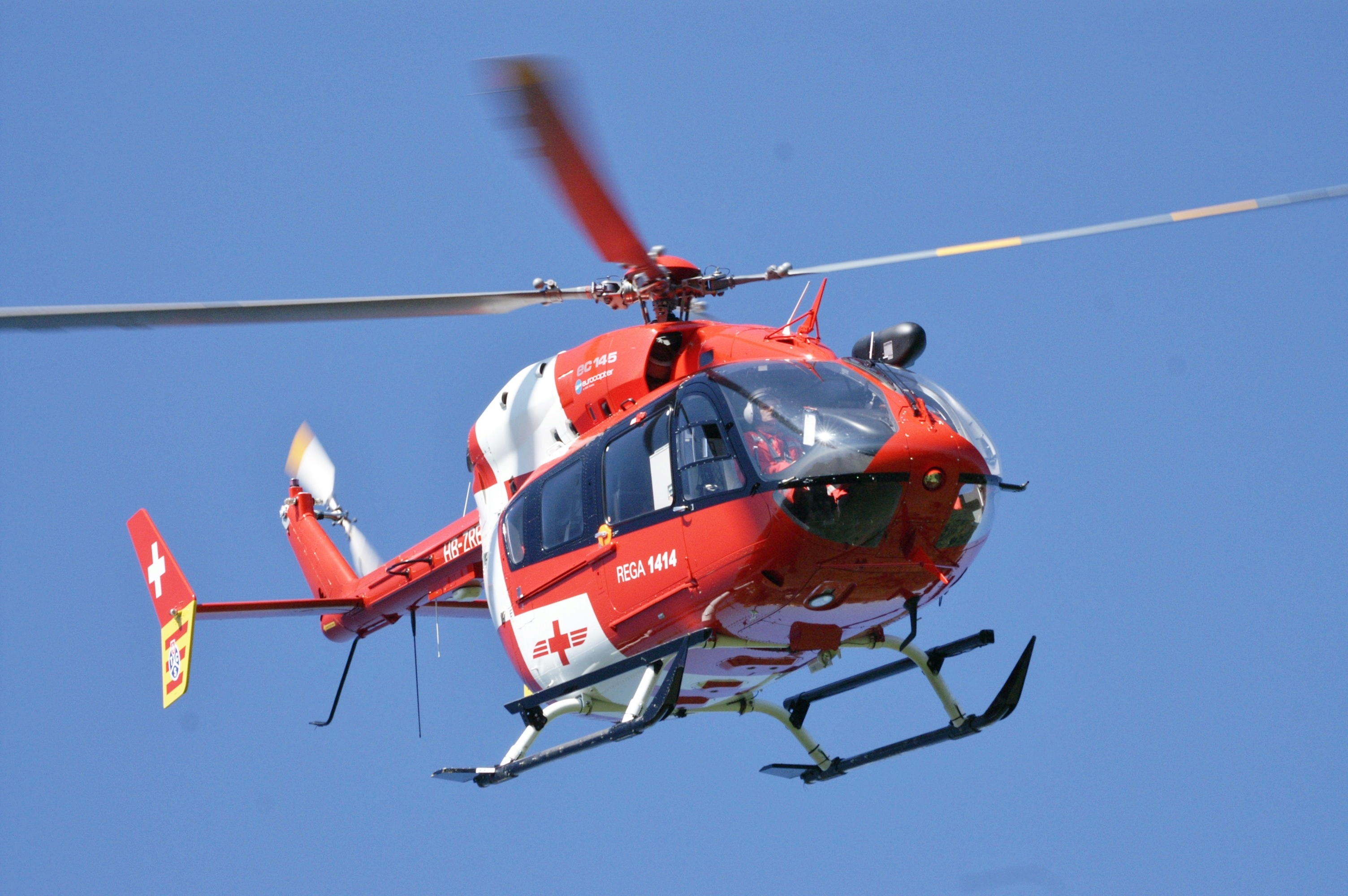
Helicóptero Eurocopter EC145 de evacuación médica (aeronave de alas rotatorias)

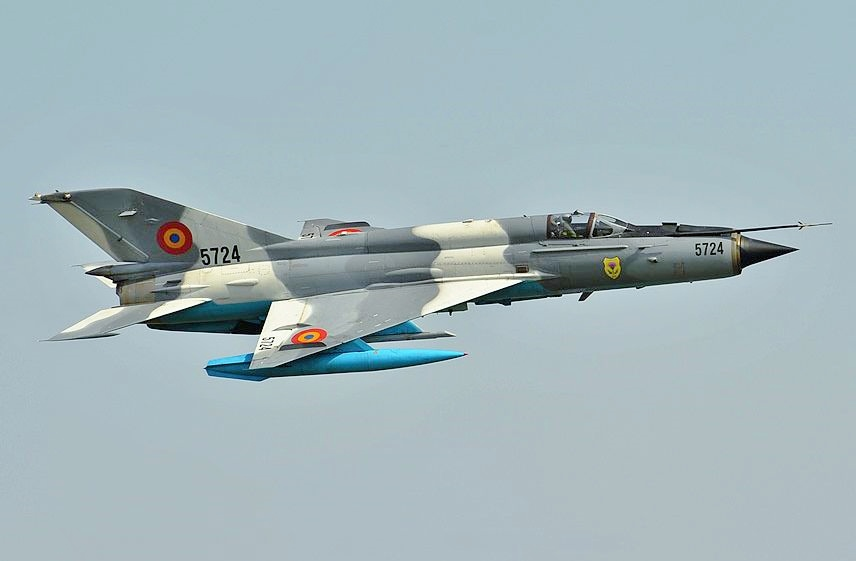
MiG-21 el avión supersónico más producido del mundo

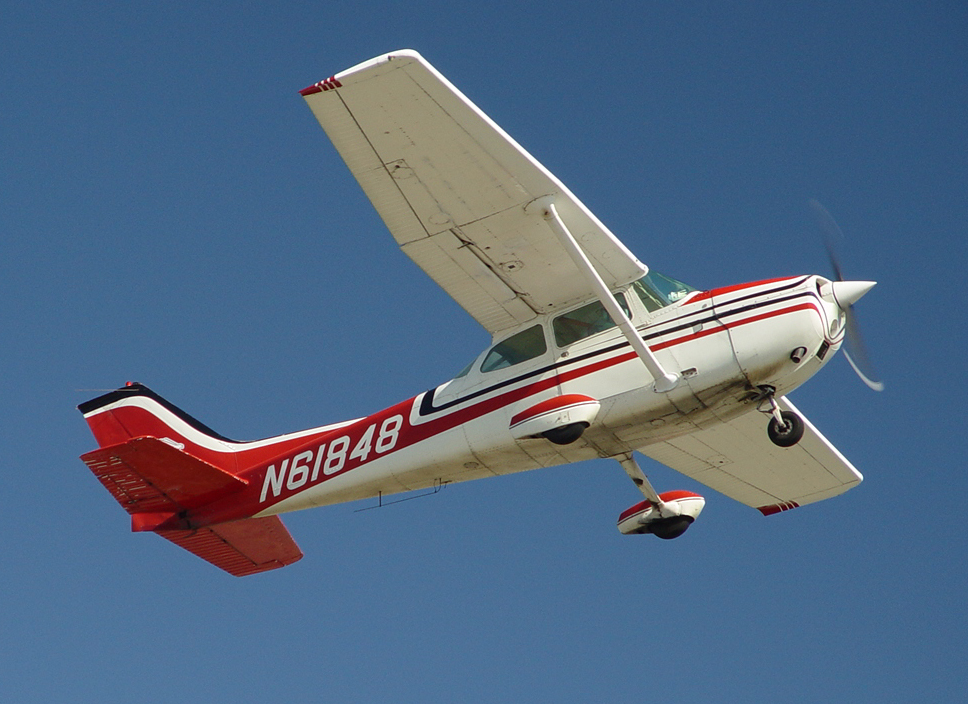
El Cessna 172 Skyhawk es el avión más producido de la historia

Una aeronave es cualquier vehículo capaz de navegar por el aire o, en general, por la atmósfera de un planeta. Según la OACI, aeronave es «toda máquina que puede desplazarse en la atmósfera por reacciones del aire que no sean las reacciones del mismo contra la superficie de la tierra».
Contrarresta la fuerza de la gravedad mediante el uso de la elevación estática o mediante el uso de la elevación dinámica de un perfil aerodinámico o, en algunos casos, mediante el empuje vertical de los motores a reacción. Los ejemplos más comunes de aeronaves son los aviones, helicópteros, dirigibles, planeadores y globos aerostáticos.
La actividad humana que rodea a los aviones se llama aviación. La ciencia de la aviación, incluido el diseño y la construcción de aviones, se llama aeronáutica. Los aviones con tripulación son pilotados por un piloto a bordo, pero los vehículos aéreos no tripulados pueden ser controlados a distancia o autocontrolados por computadoras a bordo. Las aeronaves pueden clasificarse según diferentes criterios, como tipo de sustentación, propulsión de aeronaves, uso y otros.

## Historia
La historia de las aeronaves y todo lo relativo a la aviación se remonta varios siglos atrás. Sin embargo, la primera ascensión tripulada —con descenso seguro— en los tiempos modernos se llevó a cabo con los globos aerostáticos más grandes desarrollados durante el siglo XVIII. Por otro lado, cada una de las dos guerras mundiales supuso numerosos y grandes avances técnicos para la aviación y el desarrollo de las aeronaves. En consecuencia, se podría dividir la historia de la aviación en cinco épocas clave:
- Pioneros en la aviación, desde los primeros experimentos con Leonardo da Vinci hasta 1914.
- Primera Guerra Mundial, 1914-1918.
- La aviación entre las guerras mundiales, 1918 a 1939.
- Segunda Guerra Mundial, 1939 a 1945.
- Era de la posguerra, también denominada la era del jet, 1945 hasta la actualidad.

## Tipos
Los diversos tipos de aeronaves existentes en la actualidad pueden clasificarse en función de diversos criterios:
- Clasificación en función de su principio de sustentación
- Clasificación en función de su utilización
- Clasificación en función de la autonomía
- Clasificación en función de la estela
- Clasificación en función de las características externas
- Clasificación en función de la superficie de aterrizaje
- Clasificación de helicópteros
- Aeronaves no tripuladas

### Clasificación en función de su principio de sustentación
Las aeronaves pueden clasificarse en función del principio físico que produce su sustentación (aerostatos y aerodinos):

#### Más ligeros que el aire: aerostatos
Los aerostatos son aquellas aeronaves más livianas que el aire; se caracterizan por usar un fluido de menor densidad que el aire, como puede ser el hidrógeno o el helio. Fueron los primeros en ser desarrollados, ya que su principio de elevación los hacía mucho más asequibles al nivel científico y tecnológico de la época —siglo XIX. Los aeróstatos se elevan de acuerdo con el principio de Arquímedes. En este grupo se encuentran los dirigibles y globos aerostáticos.

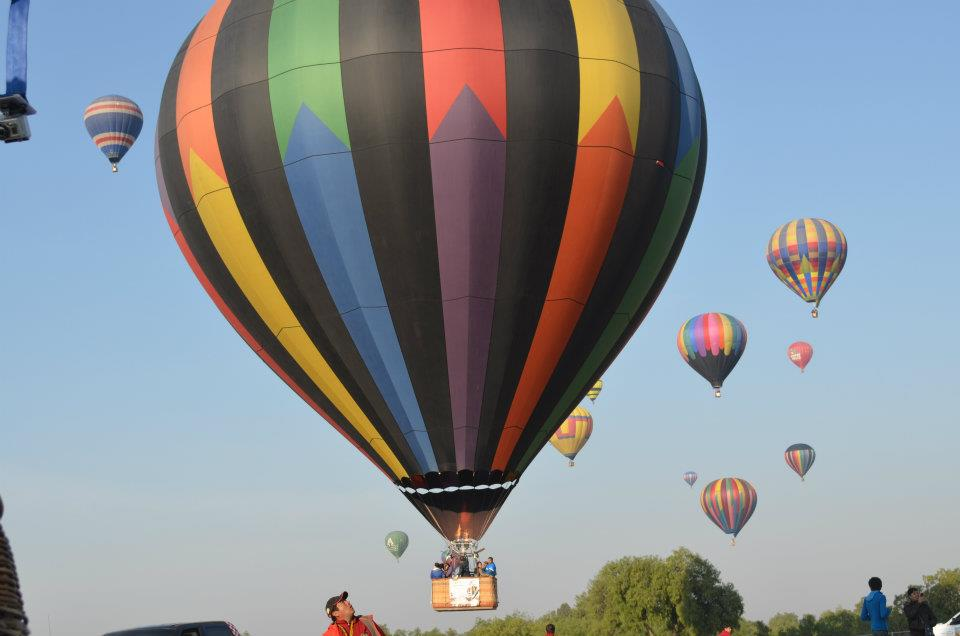
Globos aerostáticos (aeronave de tipo aerostato)

Los pequeños globos de aire caliente, llamados linternas del cielo, se inventaron por primera vez en la antigua China antes del siglo III a. C. y se usaron principalmente en celebraciones culturales, y fueron solo el segundo tipo de artefacto en volar, el primero fueron las cometas, que se inventaron por primera vez en la antigua China hace más de dos mil años. (Ver dinastía Han)

##### Globo aerostático
Globo aerostático: Se Llaman así a aquellos aerostatos compuestos por una bolsa que contiene un gas más ligero que el aire y en cuya parte inferior disponen de una estructura denominada «barquilla» para el transporte de pasajeros. No disponen de ningún tipo de propulsión, de modo que su movimiento sigue las corrientes de aire presentes en el momento. Sin embargo, sí que disponen en su mayoría de un dispositivo para el control de la elevación.
Un globo era originalmente cualquier aeróstato, mientras que el término dirigible se usaba para diseños de globos grandes y propulsados, generalmente de ala fija.

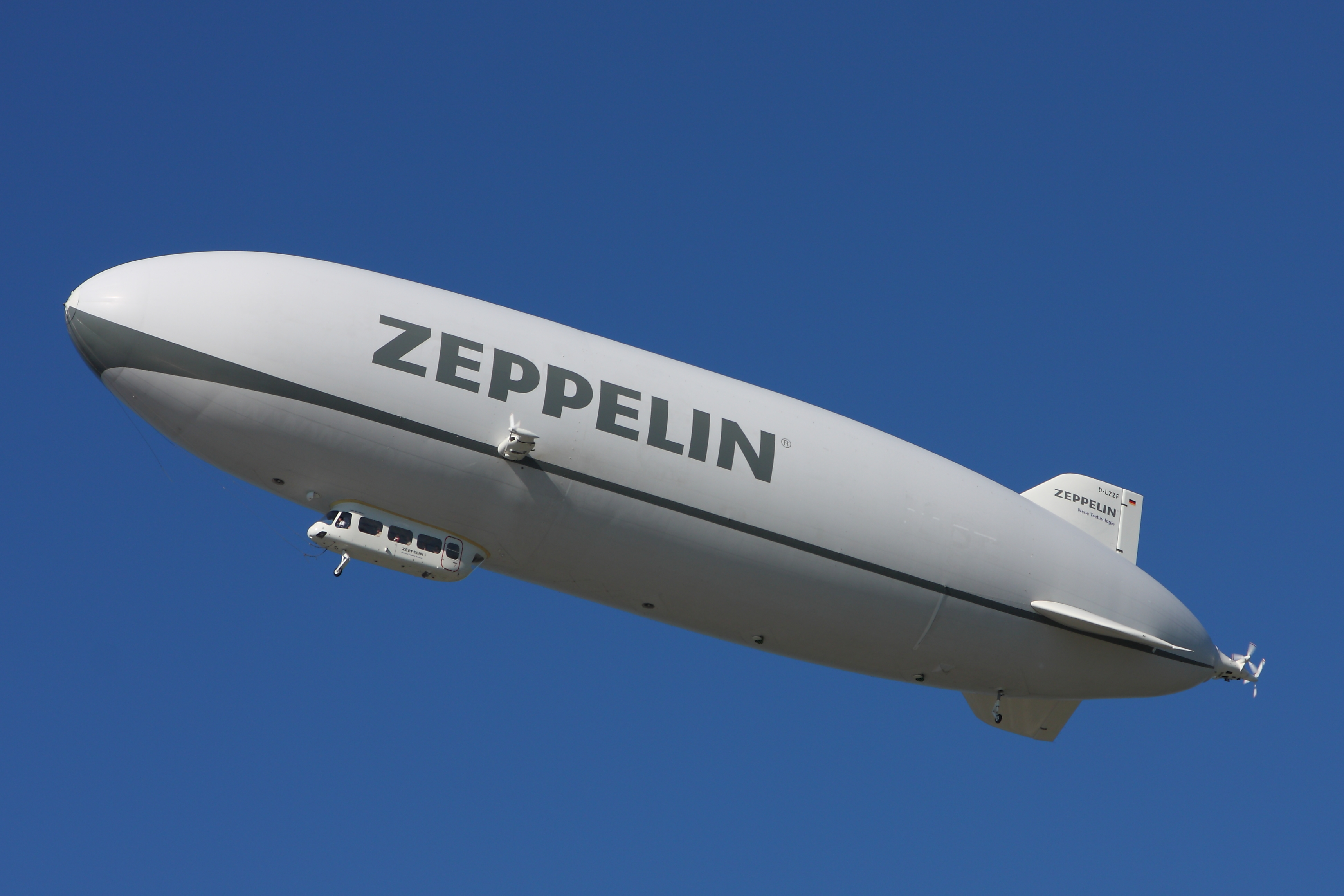
Dirigible (aeronave de tipo aerostato)

En 1919, se informó que Frederick Handley Page se refería a «barcos del aire», con tipos de pasajeros más pequeños como «yates aéreos». En la década de 1930, los grandes hidroaviones intercontinentales también se denominaban en ocasiones «barcos del aire» o «barcos voladores». aunque todavía no se había construido ninguno. La llegada de los globos propulsados, llamados «globos dirigibles», y más tarde de los cascos rígidos que permitían un gran aumento de tamaño, comenzó a cambiar la forma en que se usaban estas palabras. Se produjeron aerostatos de gran potencia, caracterizados por un marco exterior rígido y una piel aerodinámica separada que rodeaba las bolsas de gas, siendo los zepelines los más grandes y famosos. Todavía no había aviones de ala fija o globos no rígidos lo suficientemente grandes como para ser llamados dirigibles, por lo que «dirigible» pasó a ser sinónimo de estas aeronaves. Luego, varios accidentes, como el accidente del dirigible Hindenburg en 1937, llevaron a la desaparición de estas aeronaves. Hoy en día, un «globo» es un aerostato sin motor y un «dirigible» es uno con motor.

##### Dirigible
Los dirigibles son aeróstatos propulsados y que disponen de capacidad de maniobra, por lo tanto pueden ser controlados igual que una aeronave. Aunque al igual que el anterior también se componen de una bolsa de gas más ligero que el aire para lograr su sustentación.
Los dirigibles no rígidos se caracterizan por una bolsa de gas moderadamente aerodinámica con aletas estabilizadoras en la parte trasera. Estos pronto se conocieron como dirigibles. Durante la Segunda Guerra Mundial, esta forma fue ampliamente adoptada para globos cautivos; en clima ventoso, esto reduce la tensión en la correa y estabiliza el globo. 

#### Más pesados que el aire: aerodinos
Los aerodinos son aeronaves más pesadas que el aire. Para su elevación producen fuerzas aerodinámicas a través de superficies sustentadoras (alas). El desarrollo de este tipo de aeronaves ha supuesto que hoy en día existan vehículos aéreos tan modernos. La sustentación puede ser generada mediante dos métodos, por alas fijas (aeronaves de alas fijas) o rotatorias (aeronaves de alas rotatorias).

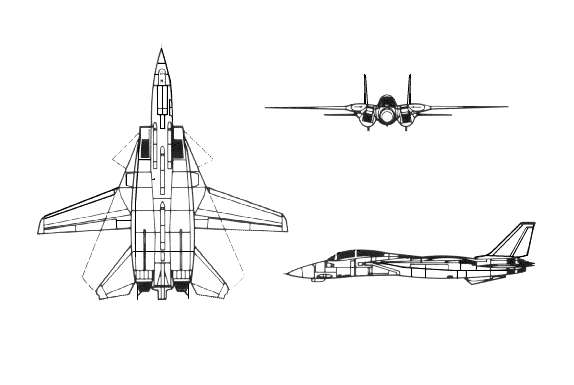
Dibujo de un Grumman F-14 Tomcat, aeronave con alas de geometría variable

Este movimiento dinámico a través del aire es el origen del vocablo «aerodino». Hay dos formas de producir un impulso ascendente dinámico: elevación aerodinámica y «elevación motorizada» en forma de empuje del motor.
La sustentación aerodinámica que involucra alas es la más común, ya que los aviones de ala fija se mantienen en el aire mediante el movimiento hacia adelante de las alas y los helicópteros mediante rotores giratorios en forma de ala, a veces llamados alas giratorias. Un ala es una superficie plana y horizontal, generalmente con forma en sección transversal como un perfil aerodinámico. Para volar, el aire debe fluir sobre el ala y generar sustentación. Un ala flexible es un ala hecha de tela o material de hoja delgada, a menudo estirada sobre un marco rígido. Una cometa está amarrada al suelo y depende de la velocidad del viento sobre sus alas, que pueden ser flexibles o rígidas, fijas o giratorias.
Con elevación motorizada, la aeronave dirige el empuje del motor verticalmente hacia abajo. Los aviones V/STOL, como el Harrier Jump Jet y el Lockheed Martin F-35B, despegan y aterrizan verticalmente utilizando elevación motorizada y transferencia a elevación aerodinámica en vuelo constante.
Un cohete puro no suele considerarse un aerodino porque no depende del aire para su elevación (e incluso puede volar al espacio); sin embargo, muchos vehículos de elevación aerodinámica han sido propulsados o asistidos por motores de cohetes. Los misiles propulsados por cohetes que obtienen sustentación aerodinámica a muy alta velocidad debido al flujo de aire sobre sus cuerpos son un caso marginal.

##### Ala fija
Son aquellos aerodinos en los cuales las alas se encuentran unidas o encastradas con el resto de elementos de la aeronave, y no poseen movimiento propio. Cabe decir que dentro de esta categoría también se aceptan las aeronaves con alas de geometría variable. Este tipo de diseño tiene como objetivo una mejor adaptación a los regímenes de vuelo subsónico-supersónico.
El precursor de los aviones de ala fija es la cometa. Mientras que una aeronave de ala fija se basa en su velocidad de avance para crear un flujo de aire sobre las alas, una cometa está atada al suelo y depende del viento que sopla sobre sus alas para proporcionar elevación. Las cometas fueron el primer tipo de aeronave que voló y se inventaron en China alrededor del año 500 a. C. Se realizaron muchas investigaciones aerodinámicas con cometas antes de que estuvieran disponibles los aviones de prueba, los túneles de viento y los programas de modelización por ordenador.
Las primeras naves más pesadas que el aire, capaces de realizar un vuelo libre controlado, fueron los pentes. Un planeador diseñado por George Cayley realizó el primer vuelo controlado verdaderamente tripulado en 1853.
Los aerodinos de ala fija comprenden los 
- Aeroplanos
- Planeadores/veleros
- Ala deltas
- Parapentes
- Paramotores
- Ultraligeros

###### Aeroplano
Los aeroplanos o aviones son aerodinos más pesados que el aire, provisto de alas y un cuerpo capaz de volar, propulsado siempre por uno o más motores.
- Planeadores/Veleros: son aerodinos no motorizados. Sus fuerzas de sustentación y traslación provienen únicamente de la resultante general aerodinámica.
- Ala delta: es un aerodino compuesto de una superficie de tela muy amplia en forma de delta sustentada mediante una estructura de un material ligero en cuyo centro va suspendido el piloto. Su funcionamiento se basa en el aprovechamiento de las corrientes ascendentes de aire.
- Parapente: se trata de un aerodino planeador compuesto por un ala flexible que no dispone de partes rígidas. El piloto está ubicado en una silla o arnés que está situado debajo del ala y unido a ella mediante cuerdas y mosquetones.
- Paramotor: es un parapente que dispone de un motor en el respaldo del asiento/barquilla del piloto.
- Ultraligero: son aerodinos livianos y con poco consumo de combustible que disponen de un máximo de dos plazas, orientados a la realización de vuelos de ocio económicos.

##### Ala giratoria
Son aquellos aerodinos en los cuales las alas, en este caso también denominadas «palas», giran alrededor de un eje, consiguiendo de este modo la sustentación. En esta categoría están comprendidos las siguientes aeronaves: autogiros, helicópteros, combinados, y convertibles. 

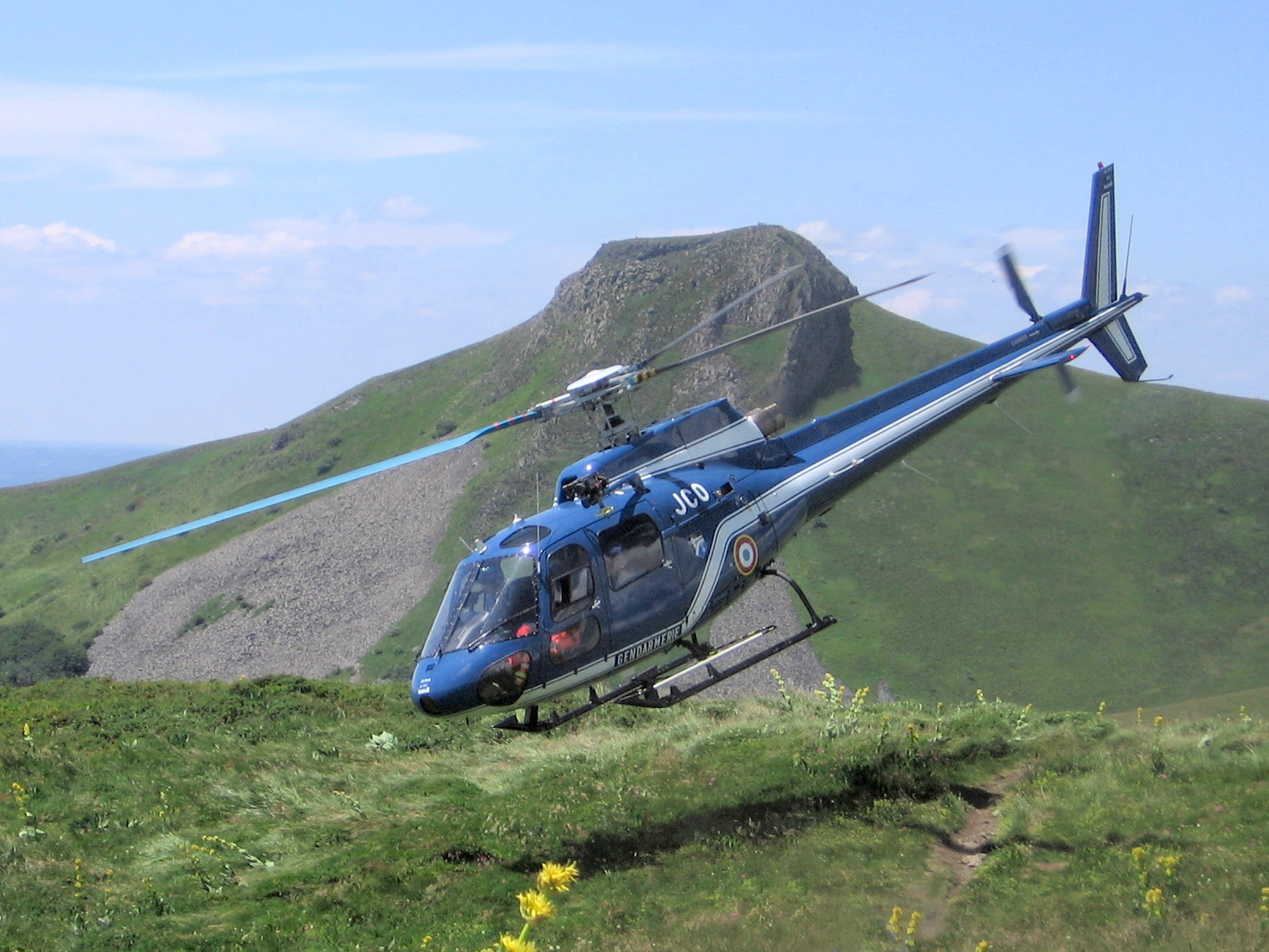
Helicóptero de rescate

- Helicóptero: aeronave de alas giratorias en los cuales el rotor está impulsado mediante un motor y está articulado de tal modo que produce sustentación y propulsión. Al inclinar el rotor hacia adelante, el flujo descendente se inclina hacia atrás, produciendo empuje para el vuelo hacia adelante. Algunos helicópteros tienen más de un rotor y algunos tienen rotores girados por chorros de gas en las puntas.
- Autogiro: aeronave de alas giratorias cuyo rotor gira como consecuencia del desplazamiento de la aeronave y genera sustentación sin necesidad de aplicar potencia sobre él. Sin embargo, necesita una hélice tractora para realizar el vuelo de avance horizontal. No puede realizar vuelo a punto fijo, pero las velocidades mínimas que puede alcanzar son muy bajas.
- Girodino: aeronave de alas giratorias con elementos auxiliares para el avance. Básicamente se trata de un helicóptero con una hélice tractora para incrementar la fuerza de avance.
- Convertible: Aeronave de alas giratorias en las que los conjunto hélice- rotor cambian su actitud 90 grados con respecto al fuselaje, actuando como rotores en modo helicóptero y como hélices en el modo avión con alas fijas.
- Ciclogiro: El ciclogiro, o ciclocóptero, es una configuración de aeronave que utiliza un ciclorotor de eje horizontal como ala del rotor para proporcionar sustentación y a veces también propulsión y control. En principio, el ciclocóptero es capaz de despegue y aterrizaje vertical y de volar como un helicóptero, mientras se beneficia potencialmente de algunas de las ventajas de una aeronave de ala fija. El ciclogiro es distinto del avión Flettner que utiliza un rotor de ala cilíndrica para aprovechar el efecto Magnus.

Los cohetes espaciales pueden considerarse un tipo particular de aeronave mientras se desplazan por el interior de la atmósfera terrestre, y se diseñan teniendo en cuenta este segmento del vuelo.

##### Otros métodos de elevación
- Un fuselaje sustentador es un cuerpo de aeronave con forma para producir sustentación. Si hay alas, son demasiado pequeñas para proporcionar una sustentación significativa y sólo se utilizan para la estabilidad y el control. Los cuerpos elevadores no son eficientes: sufren una gran resistencia aerodinámica y, además, deben desplazarse a gran velocidad para generar suficiente sustentación para volar. Muchos de los prototipos de investigación, como el Martin Marietta X-24, que condujo al Transbordador espacial, eran cuerpos elevadores, aunque el Transbordador espacial no lo es, y algunos supersónica misiles obtienen la sustentación del flujo de aire sobre un cuerpo tubular.
- Los tipos de elevación motorizada se basan en la elevación derivada del motor para el despegue y el aterrizaje vertical (VTOL). La mayoría de los tipos hacen una transición a la elevación de ala fija para el vuelo horizontal. Los tipos de ascensores motorizados incluyen aviones a reacción VTOL (como el Harrier Jump Jet) y tiltrotor, como el Bell Boeing V-22 Osprey, entre otros. Unos pocos diseños experimentales se basan totalmente en el empuje del motor para proporcionar sustentación durante todo el vuelo, incluyendo las plataformas flotantes personales con ventilador y los jetpacks. Entre los diseños de investigación de VTOL se encuentra el Rolls-Royce Thrust Measuring Rig.
- El avión Flettner utiliza un cilindro giratorio en lugar de un ala fija, obteniendo la sustentación del efecto Magnus.
- El ornitóptero obtiene el empuje batiendo las alas.

### Clasificación por tamaños y velocidades

#### Tamaños
- La aeronave más grande por dimensiones y volumen (a fecha de 2016) es el Airlander 10 británico, de 92 m de longitud, un dirigible híbrido, con características de helicóptero y ala fija, y supuestamente capaz de alcanzar velocidades de hasta 90 mph (140 km/h; 78 kn), y una autonomía en el aire de dos semanas con una carga útil de hasta 22 050 lb (10 000 kg).[13][14][15]
- El mayor avión por peso y el mayor avión regular de ala fija jamás construido, en 2016, es el Antonov An-225 Mriya. Este transporte ruso de seis motores, construido en Ucrania en la década de 1980, tiene 84 m de longitud y una envergadura de 88 m. Posee el récord mundial de carga útil, tras transportar 194 516 kg (428 834 lb) de mercancías, y recientemente ha volado comercialmente cargas de 100 t (220 000 lb). Con un peso máximo en carga de 550-700 t (1 210 000-1 540 000 lb), es también el avión más pesado construido hasta la fecha. Puede alcanzar una velocidad de crucero de 800 km/h (430 nudos).[16][17][18][19][20]
- Los aviones militares más grandes son el  Antonov An-124 Ruslan ucraniano/ruso (el segundo avión más grande del mundo, también utilizado como transporte civil),[21] y el transporte estadounidense Lockheed C-5 Galaxy, que pesa, con carga, más de 380 t (840 000 lb).[20][22] El Hughes H-4 Hercules "Spruce Goose" de 8 motores y pistón/hélice, un transporte americano de barcos voladores de madera de la Segunda Guerra Mundial con una envergadura mayor (94 m/260 pies) que cualquier avión actual y una altura de cola igual a la del más alto (Airbus A380-800 con 24,1 m/78 pies) —hizo un vuelo corto a finales de la década de 1940 y nunca voló fuera del efecto suelo—.[20]
- Los aviones civiles más grandes, aparte de los mencionados An-225 y An-124, son el Airbus Beluga, derivado del avión de pasajeros Airbus A300, el Boeing Dreamlifter, derivado del avión de pasajeros Boeing 747 (el 747-200B fue, en su momento, el avión más pesado jamás construido)[22] y el Airbus A380, el «superjumbo» de dos pisos, (el 747-200B fue, en el momento de su creación en la década de 1960, el aeroplano más pesado jamás construido, con un peso máximo de más de 400 t,[22] y el avión de pasajeros de dos pisos Airbus A380 «superjumbo», el mayor avión de pasajeros del mundo).[20][23]

#### Velocidades
El vuelo más rápido registrado de una aeronave propulsada por aire fue el del  NASA X-43 A Pegasus de la NASA, un avión de investigación experimental hipersónico con cuerpo elevador y propulsión scramjet, a Mach 9,6, exactamente 3292,8 m/s (11 854 km/h; 6400,7 kn; 7366 mph). El X-43A estableció esa nueva marca y batió su propio récord mundial de Mach 6,3, exactamente 2160,9 m/s (7779 km/h; 4200,5 kn; 4834 mph), establecido en marzo de 2004, en su tercer y último vuelo el 16 de noviembre de 2004.
Antes del X-43A, el vuelo más rápido registrado de un avión propulsado (y todavía el récord de avión tripulado más rápido / avión tripulado más rápido que no sea una nave espacial) fue el del North American X-15 estadounidense, avión propulsado por cohete a Mach 6,72, o 2304,96 m/s (8297,9 km/h; 4480,48 kn; 5156,0 mph), el 3 de octubre de 1967. En un vuelo alcanzó una altitud de 354 300 pies (108 000 m).
Los aviones de producción más rápidos conocidos (que no sean cohetes y misiles) actualmente o anteriormente en funcionamiento (a partir de 2016) son:
- El avión de ala fija más rápido y el planeador más rápido es el Space Shuttle, un híbrido cohete-planeador, que ha vuelto a entrar en la atmósfera como un planeador de ala fija a más de Mach 25, equivalente a 8575 m/s (30 870 km/h; 16 668 nudos; 19 180 mph).[26][29]
- El avión militar más rápido jamás construido: el  Lockheed SR-71 Blackbird, un avión de ala fija de reconocimiento estadounidense, del que se sabe que vuela más allá de Mach 3,3, equivalente a 1131,9 m/s (4075 km/h; 2200,2 kn; 2532 mph). El 28 de julio de 1976, un SR-71 estableció el récord de avión operativo más rápido y más alto con un récord de velocidad absoluta de 3529 km/h (2193 mph; 1906 kn; 980 m/s) y un récord de altitud absoluta de 25 929 m (85 068 pies). En el momento de su retirada, en enero de 1990, era el avión a reacción más rápido del mundo, un récord que sigue vigente en agosto de 2016.[26][30][31][32][33][34]

Nota: Algunas fuentes se refieren al mencionado X-15 como el «avión militar más rápido» porque fue en parte un proyecto de la Armada y las Fuerzas Aéreas estadounidenses; sin embargo, el X-15 no se utilizó en operaciones militares reales no experimentales.
- Los aviones militares actuales más rápidos son el Mikoyan-Gurevich MiG-25 soviético, capaz de alcanzar Mach 3,2, equivalente a 1097,6 m/s (3951 km/h; 2133,6 kn; 2455 mph), a expensas de daños en el motor, o Mach 2,83, igual a 970,69 m/s (3494,5 km/h; 1886,87 kn; 2171,4 mph), normalmente, y el Mikoyan MiG-31E ruso, también capaz de Mach 2,83 normalmente. Ambos son aviones de caza-interceptor, en operaciones activas a partir de 2016[35][36][37]
- El avión civil más rápido jamás construido, y el avión de pasajeros más rápido jamás construido: el avión supersónico Tupolev Tu-144, operado brevemente (Mach 2,35, 1600 mph, 2587 km/h), que se cree que alcanza una velocidad de crucero de aproximadamente Mach 2,2. El Tu-144 (operado oficialmente de 1968 a 1978, y que finalizó tras dos accidentes de la pequeña flota) fue superado por su rival, el Concorde (Mach 2,23), un avión de pasajeros supersónico francés/británico, del que se sabe que alcanza una velocidad de crucero de 2,02 Mach (2333 km/h a altitud de crucero), y que operó desde 1976 hasta que la pequeña flota de Concorde quedó en tierra definitivamente en 2003, tras el accidente de uno de ellos a principios de la década de 2000.
- El avión civil más rápido que vuela actualmente: el Cessna Citation X, un avión de negocios estadounidense, capaz de alcanzar Mach 0,935, o 320,705 m/s (1154,54 km/h; 623,401 kn; 717,40 mph). Su rival, el avión de negocios estadounidense Gulfstream G650, puede alcanzar Mach 0,925, o 317,275 m/s (1142,19 km/h; 616,733 kn; 709,72 mph).
- El avión de pasajeros más rápido que vuela actualmente es el Boeing 747, al que se le atribuye una velocidad de crucero superior a Mach 0,885, 303,555 m/s (1092,80 km/h; 590,064 kn; 679,03 mph). Anteriormente, los más rápidos eran el problemático y efímero Tupolev Tu-144 SST ruso (Unión Soviética) (Mach 2,35; igual a 806,05 m/s (2901,8 km/h; 1566,84 kn; 1803,1 mph)) y el Concorde francés/británico, con una velocidad máxima de Mach 23 o 686 m/s (2470 km/h; 1333 kn; 1530 mph) y una velocidad normal de crucero de Mach 2 o 320,705 m/s (1154,54 km/h; 623,401 kn; 717,40 mph). Antes de ellos, el avión de pasajeros Convair 990 Coronado de los años 60 volaba a más de 600 mph (970 km/h; 520 kn; 270 m/s).

### Clasificación en función de su utilización
Hoy en día, las aeronaves también puede agruparse según su ámbito de aplicación: civil o militar.

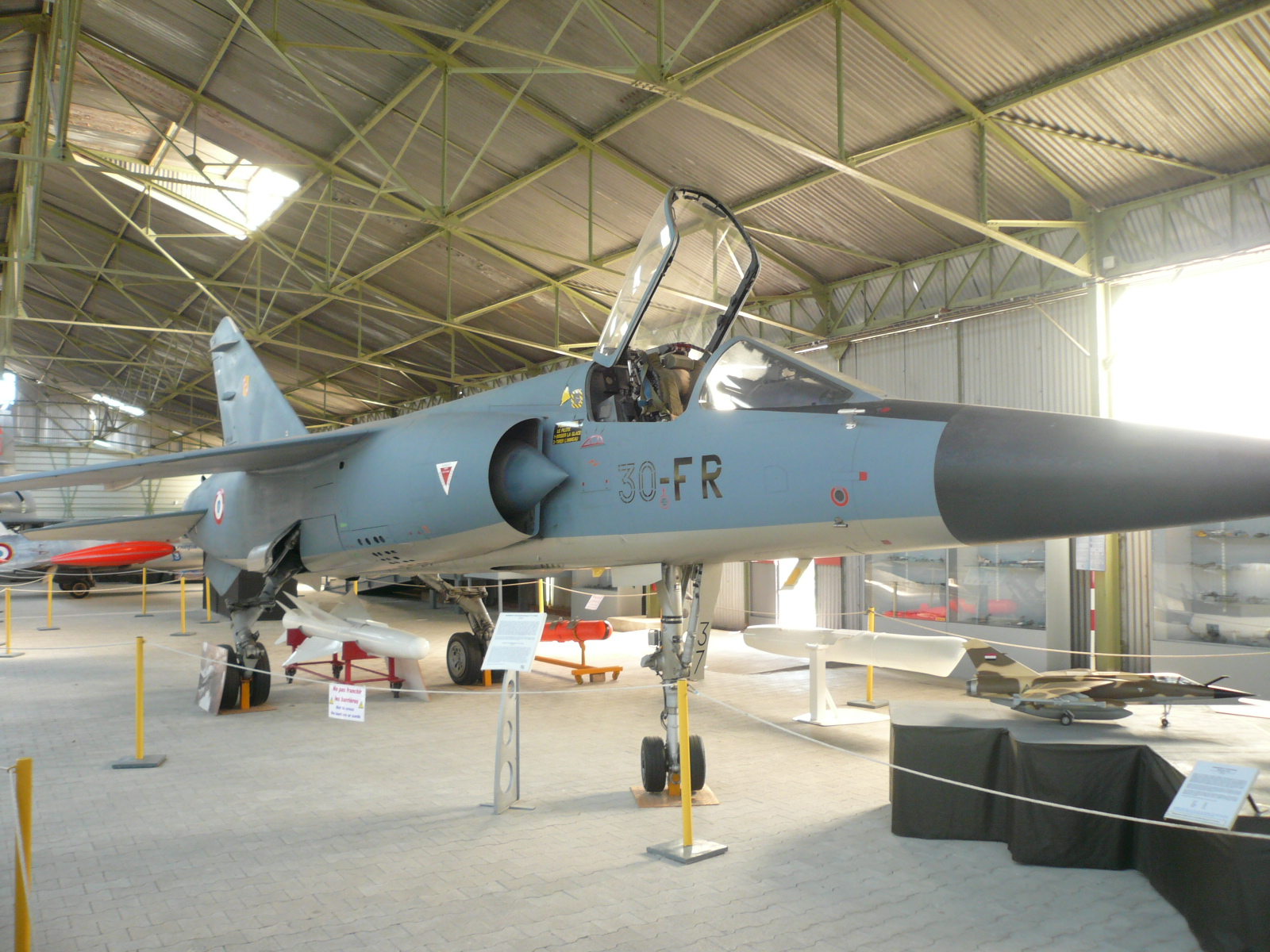
Aeronave tipo caza-interceptación Mirage F1

Una vez pasada esta criba, se pueden diferenciar varias subcategorías para especificar y describir más detalladamente su función de uso.

#### Aeronaves militares
El objetivo de estas aeronaves abarca tanto los vuelos de ataque, defensa, reconocimiento y vigilancia, transporte, rescate y similares. Sin embargo, considerando la misión específica para la que fueron diseñadas, las aeronaves de tipo militar pueden clasificarse en aeronave de combate y aeronave de transporte militar y apoyo logístico.

##### Aeronaves de combate
Se denomina así a las aeronaves orientadas específicamente a fines bélicos. Se pueden categorizar a partir del tipo de misión que realicen.
- Aeronaves de caza-interceptación: Concebidas, diseñadas, equipadas y armadas para su utilización en la búsqueda y destrucción de aeronaves enemigas, así como para la defensa del espacio aéreo propio. Tienen la capacidad de emplear pistas de dimensiones reducidas, así como una gran maniobrabilidad y velocidad.
- Cazabombardero: Aeronaves de combate preparadas para utilizar indistintamente armamento de tipo aire-aire y armamento aire-tierra o aire-mar. Siendo de esta forma apto tanto como para la defensa aérea y plataforma de ataque al suelo. Hoy en día, es el tipo de avión de combate más utilizado a nivel mundial por ser un sistema de armas muy flexible con capacidad multimisión.

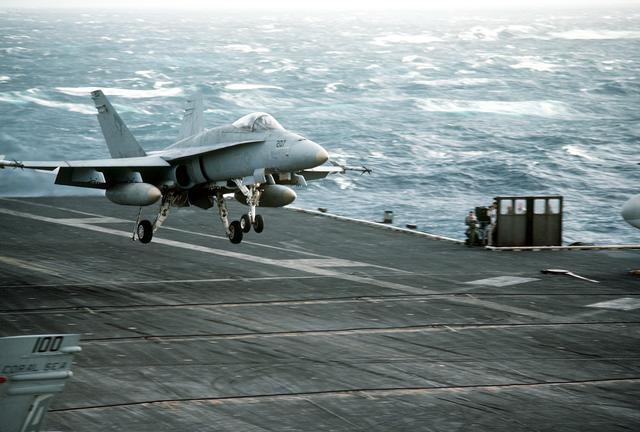
Cazabombardero F-18 en operación de aterrizaje

- Bombardero: Diseñado para transportar un tipo de carga fija y lanzarla sobre el objetivo terrestre. Están compuestas de bodegas y puntos de anclaje para transportar el armamento. De acuerdo con su capacidad de transporte se pueden clasificar en ligeros, medios y pesados o por otro lado en función de su nivel de amenaza, convencionales o estratégicos.

##### Aeronaves de transporte y apoyo logístico
Se designa así a las aeronaves militares que no están orientadas específicamente al combate, realizando otras tareas de interés militar. Se incluye dentro de estas las orientadas a labores de transporte, reabastecimiento en vuelo, vigilancia de espacio aéreo y espacio marítimo, Guerra electrónica, entrenamiento, etc.

#### Aeronaves civiles
Engloba todas las aeronaves cuya utilización esté orientada al ámbito civil, ya sea de tipo comercial o general. Del mismo modo que las militares pueden agruparse en función de su objetivo de uso. Se distinguen las siguientes categorías: aeronaves comerciales y aeronaves de entrenamiento/ocio.
Aeronaves comerciales: Esta categoría engloba las aeronaves utilizadas por las compañías aéreas para el transporte de carga y pasajeros, ya sea para su utilización en vuelo regulares, chárter, etc. En el caso de las del tipo transporte de pasajeros se pueden dividir en varios grupos a partir de sus características físicas.

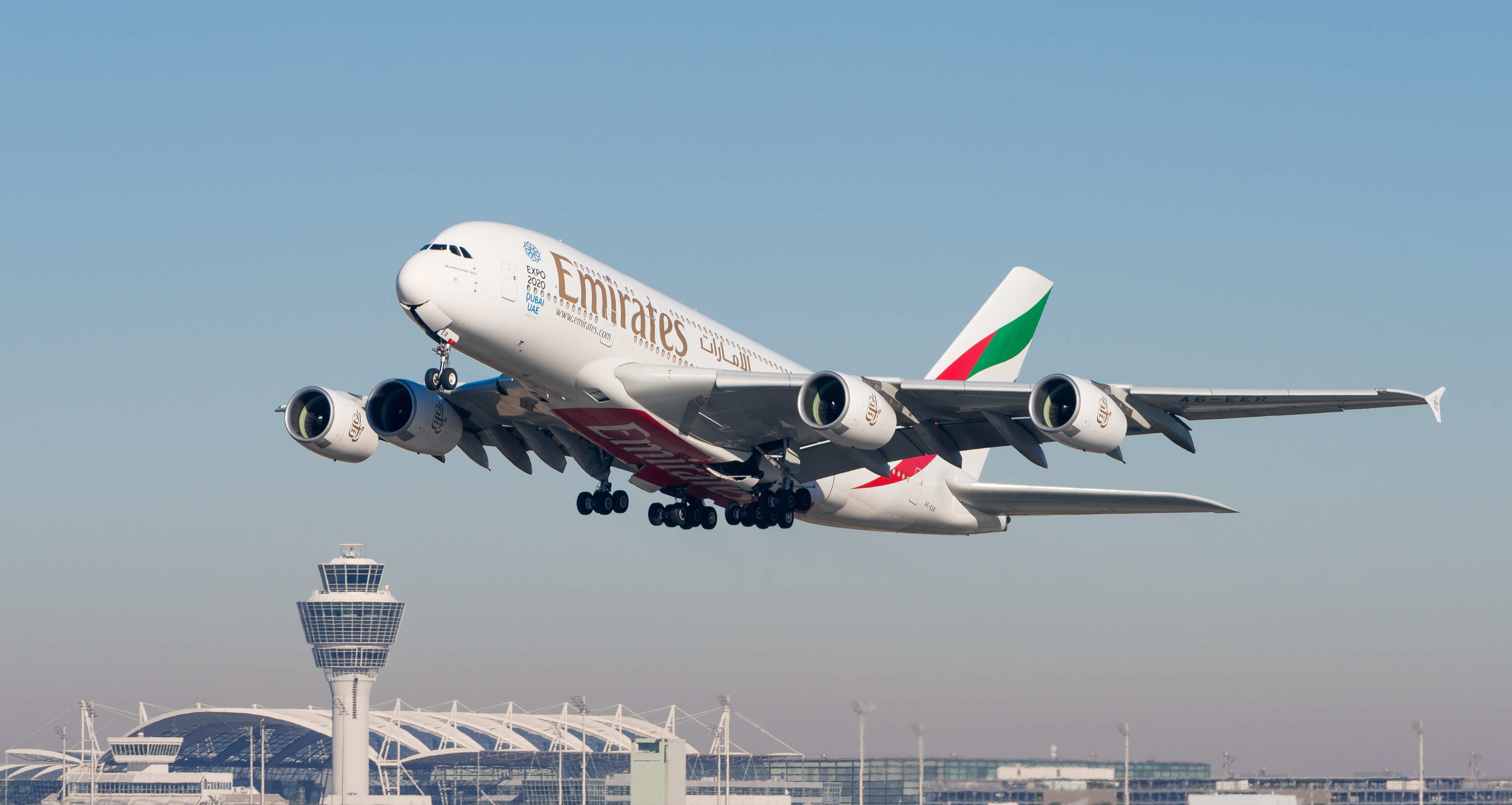
Airbus A380 de la aerolínea FlyEmirates

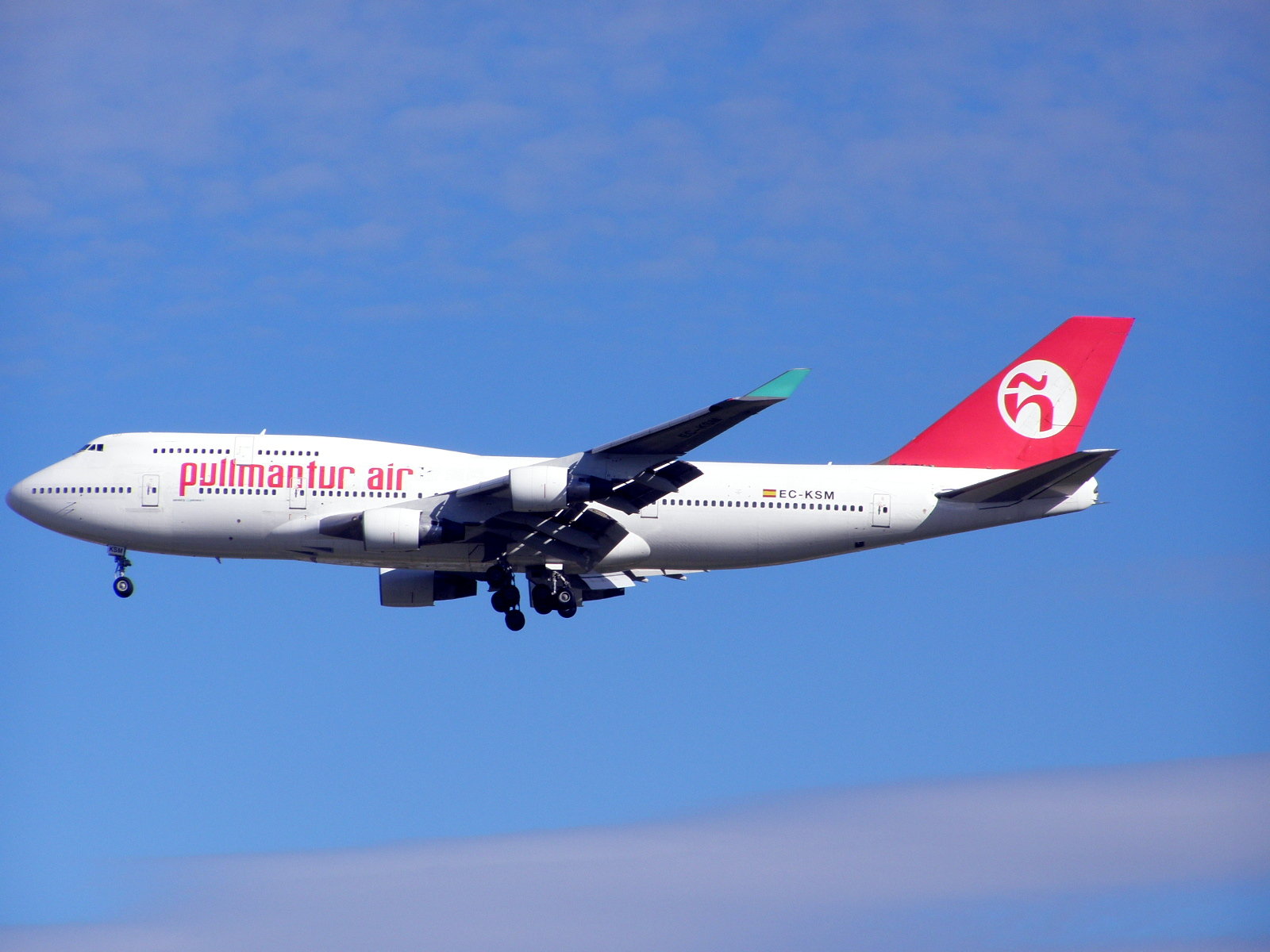
Aeronave de transporte de pasajeros Boeing 747

- Aeronave de fuselaje ancho: Esta categoría comprende las aeronaves de transporte de pasajeros de mayor tamaño, utilizadas para los vuelo de largo recorrido (p. ej.: transoceánicos). En la mayoría de los casos en estas aeronaves, la cabina de pasajeros se componen de dos pasillos para el tránsito de personas. Se puede observar en el Boeing 747, Airbus A340, Airbus A380, Lockheed L-1011 TriStar…
- Aeronave de fuselaje estrecho: Estas aeronaves son de menor tamaño, y por tanto de menor autonomía. Destinadas a vuelos de medio alcance, poseen menor capacidad de transporte de pasajeros. Ejemplo de ellos son el Boeing 737, Airbus A320…
- Aeronave regional: Estas aeronaves usualmente disponen de una capacidad máxima de transporte de 100 pasajeros y son utilizadas para vuelos regionales de corto medio-alcance. En este caso se puede observar una mayor variedad de diseño, con motores turbofan o turbohélice. Véase las series Embraer ERJ 145, Bombardier CRJ700/900/1000, saab 340…

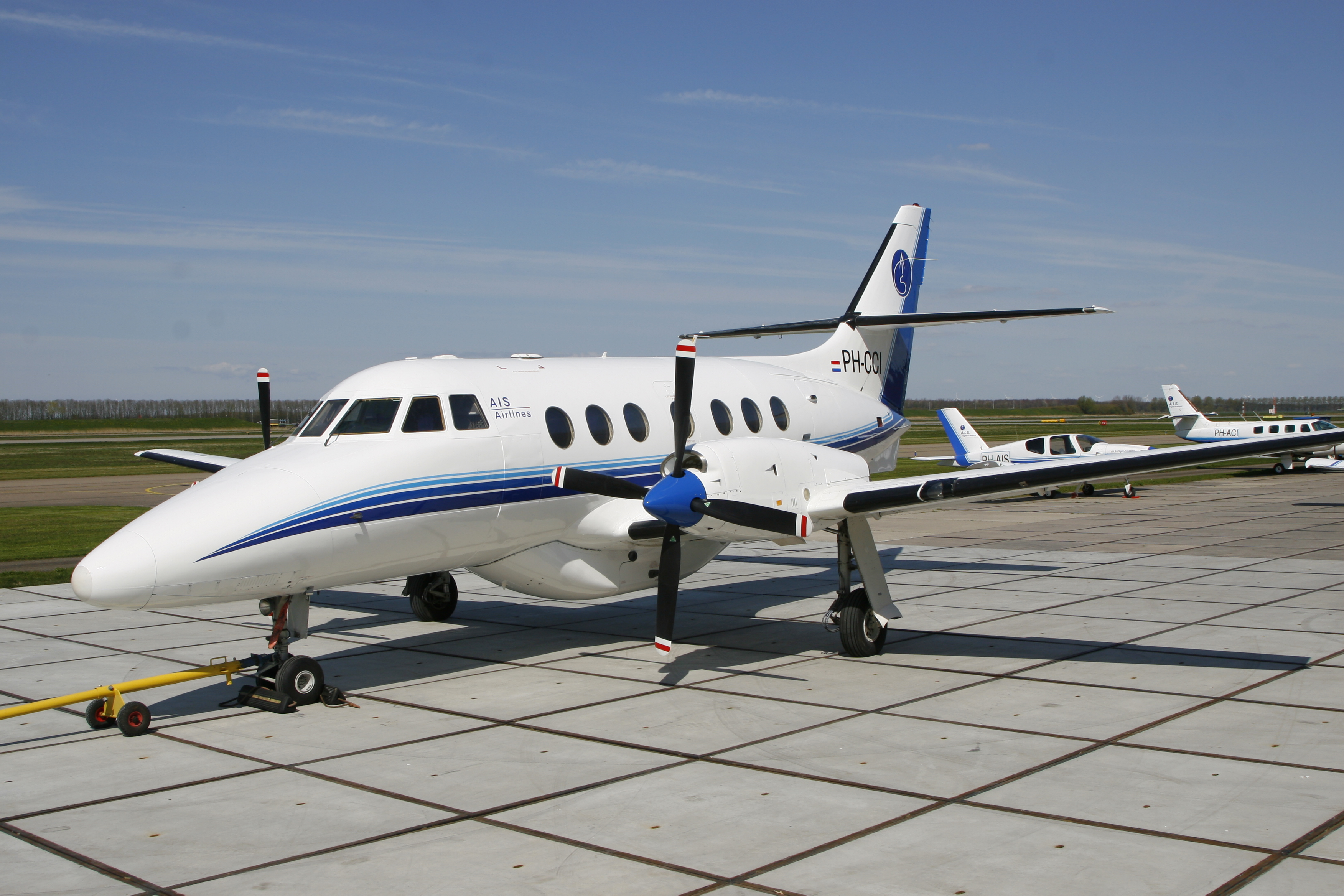
JetStream AIS

- Aeronaves communer: Estas aeronaves, diseñadas principalmente para vuelos de corto alcance, dependiendo de su tamaño, motorización y configuración de asientos, se denominan «communer» o «air taxis». De dimensiones reducidas, estas aeronaves generalmente no están sujetas a las regulaciones aplicables a las aeronaves de transporte de pasajeros de mayor tamaño. El diseño de la cabina es muy diferente al de estas últimas y generalmente está personalizada a gusto del cliente. Embraer EMB 110 Bandeirante, jetstream 31, aeronaves de algunas series Cessna…
- Aeronaves de entrenamiento/ocio: Son aeronaves orientadas a la formación de pilotos y a la realización de vuelos como actividad de ocio. Son aeronaves ligeras, con al menos dos asientos, un para el instructor de vuelo y otro para el alumno en el caso de aeronaves de instrucción o para el cliente si es de tipo recreativo. Dentro de esta categoría también podemos incluir las aeronaves destinadas a las acrobacias o fumigación. Piper PA-28 Cherokee, Mooney M20, Cessna 172…

#### Experimentales
Una aeronave experimental es aquella que no ha sido completamente probada en vuelo, o que lleva un Certificado de Aeronavegabilidad Especial, llamado Certificado Experimental en el lenguaje de Estados Unidos. Esto a menudo implica que la aeronave está probando nuevas tecnologías aeroespaciales, aunque el término también se refiere a aeronaves construidas por aficionados y en kit, muchas de las cuales se basan en diseños probados.

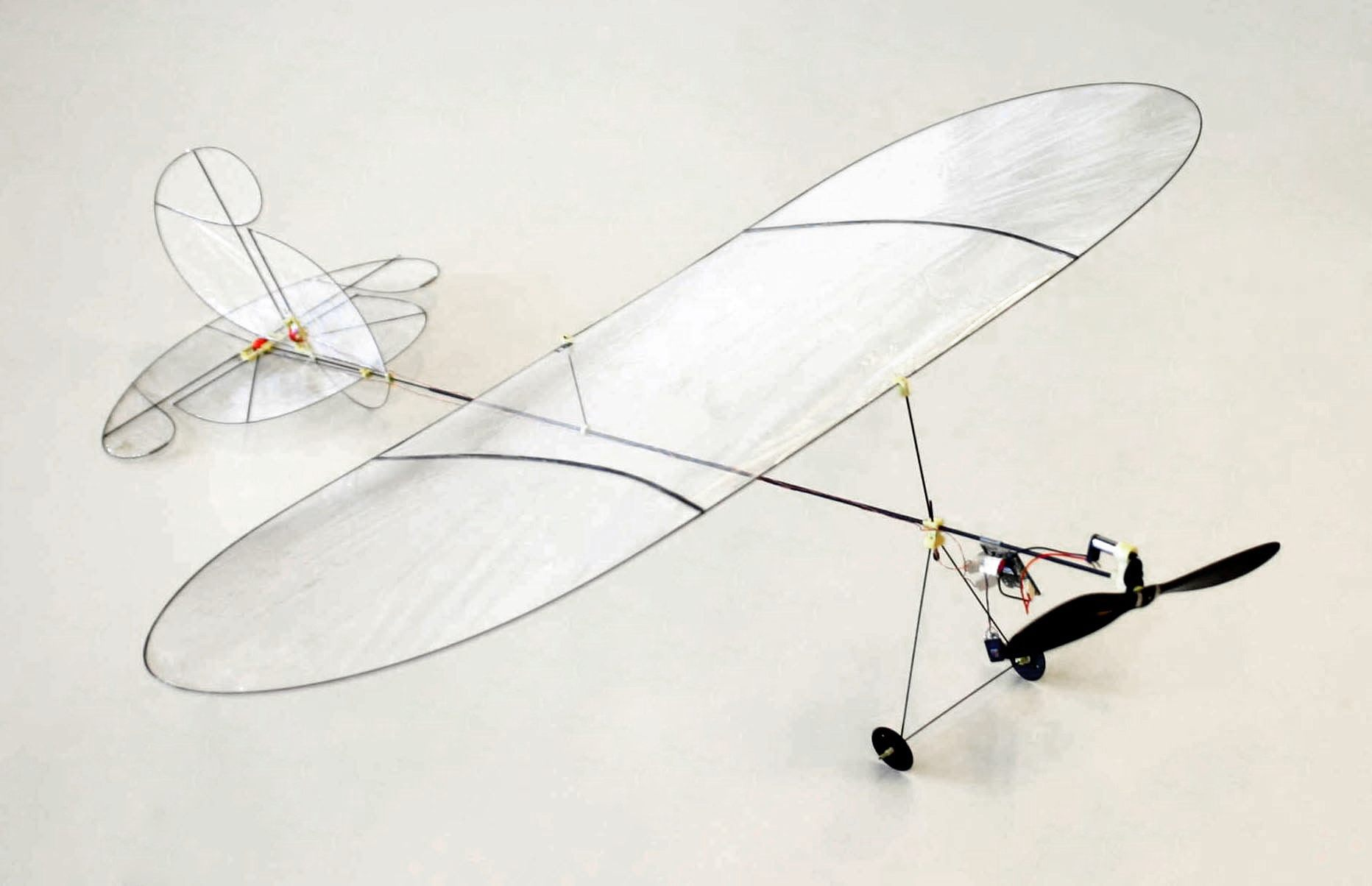
Un modelo de avión, que pesa seis gramos

#### Modelos
Un modelo de avión es un tipo de avión muy pequeño no tripulado hecho para volar por diversión, para exhibición estática, para investigación aerodinámica o para otros propósitos. Un modelo a escala es una réplica de un diseño más grande.

## Designador de tipos de aeronaves según OACI
Según lo establecido en el documento 8643/29 de la OACI, se deben seguir ciertos criterios tanto dimensionales como técnicos o de ingeniería a la hora de clasificar las aeronaves. Esto proporciona, al ser esta la organización por excelencia para la aviación, un método de clasificación fiable, uniforme y mundial.
Este documento contiene los designadores de aquellos tipos de aeronaves a los que se proporciona más comúnmente servicio de tránsito aéreo (ATS).
El documento se compone de cuatro partes, donde se específica tanto la lista de fabricantes de aeronaves, la lista de tipos de aeronaves por designador de tipo en orden alfanumérico, la lista de tipos de aeronaves por número de modelo y/o nombre del modelo y por último, la lista de los fabricantes de aeronaves por su nombre comercial corriente.
A la hora de formular los designadores de tipos de aeronave, la OACI se rige por unos principios básicos que podemos ver en el documento antes indicado. Sin embargo, para la descripción de tipo de aeronave se emplearan tres caracteres.

#### Primer carácter
- L - Avión terrestre

- S - Hidroavión

- A - Anfibio

- H - Helicóptero

- G - Girohelicóptero

- T - Aeronave de ala basculante

#### Segundo carácter
1, 2, 3, 4, 5, 6, 8 o C - número de motores. (El carácter C se aplica únicamente a aeronaves de alas fijas e indica que dos motores están acoplados para accionar un solo sistema de hélice).

#### Tercer carácter
- P - motor de émbolo

- T - motor de turbohélice/turboeje

- J - motor de reacción

- E - motor eléctrico

### Historia
- The Evolution of Modern Aircraft (NASA) Archivado el 27 de diciembre de 2007 en Wayback Machine.
- Virtual Museum
- Smithsonian Air and Space Museum — Online collection with a particular focus on history of aircraft and spacecraft
- Amazing Early Flying Machines Archivado el 13 de diciembre de 2009 en Wayback Machine. slideshow by Life magazine

### Información
- Airliners.net
- Aviation Dictionary Free aviation terms, phrases and jargons
- New Scientist's Aviation page

- Datos: Q11436
- Multimedia: Aircraft / Q11436